# Rómulo Gallegos-díj

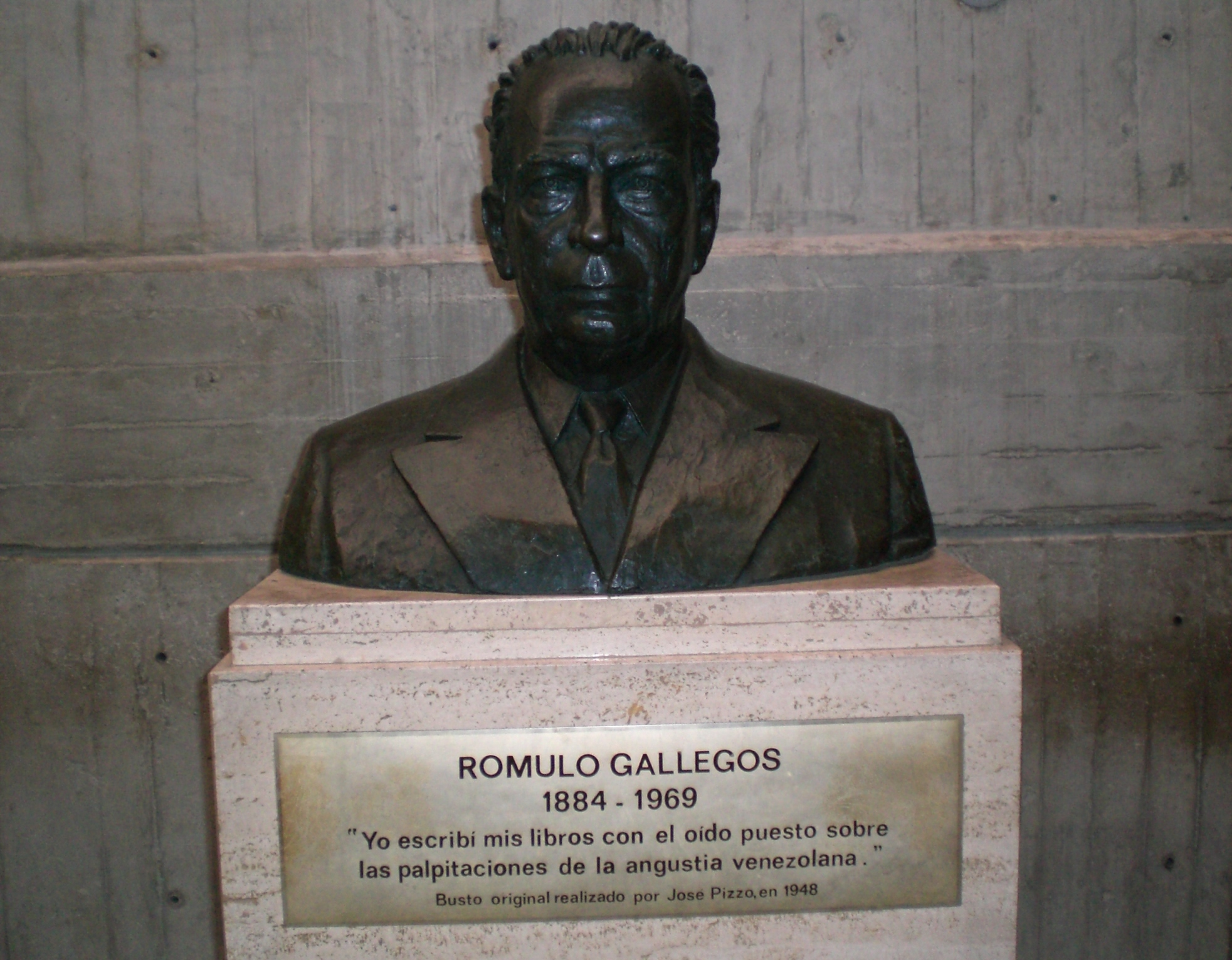
Rómulo Gallegos szobra a róla elnevezett központban.

A Gallegos-díjat (spanyolul: Premio internacional de novela Rómulo Gallegos) 1964. augusztus 6-án alapították elnöki dekrétum alapján, melyet Raúl Leoni venezuelai elnök iktatott be, a nemzeti író és politikus, Rómulo Gallegos emlékére.
A díjat azért hozták létre, hogy elismerje a jeles spanyol nyelvű írókat, hírnevüket ezzel erősítve.
A díj a venezuelai kormány irodalmi díja, melyet egy hivatalos kulturális központon (Rómulo Gallegos Center for Latin American Studies) keresztül bonyolít le. Az első díjat 1967-ben adták át.

## Díjazottak
- 1967: La casa verde, Mario Vargas Llosa (Peru)
- 1972: Cien años de soledad, Gabriel García Márquez (Kolumbia) (magyar fordítás: Száz év magány)
- 1977: Terra nostra, Carlos Fuentes (Mexikó)
- 1982: Palinuro de México, Fernando del Paso (Mexikó)
- 1987: Los perros del paraíso, Abel Posse (Argentína)
- 1989: La casa de las dos palmas, Manuel Mejía Vallejo (Kolumbia)
- 1991: La visita en el tiempo, Arturo Uslar Pietri (Venezuela)
- 1993: Santo oficio de la memoria, Mempo Giardinelli (Argentína)
- 1995: Mañana en la batalla piensa en mí, Javier Marías (Spanyolország)
- 1997: Mal de amores, Ángeles Mastretta (Mexikó)
- 1999: Los detectives salvajes, Roberto Bolaño (Chile)
- 2001: El viaje vertical, Enrique Vila-Matas (Spanyolország)
- 2003: El desbarrancadero, Fernando Vallejo (Kolumbia)
- 2005: El vano ayer, Isaac Rosa (Spanyolország)
- 2007: El tren pasa primero, Elena Poniatowska (Mexikó)
- 2009: El país de la canela, William Ospina (Kolumbia)
- 2011: Blanco nocturno, Ricardo Piglia (Argentína)
- 2013: Simone, Eduardo Lalo (Puerto Rico)
- 2015: Tríptico de la infamia, Pablo Montoya (Kolumbia)

## Lásd még
- Irodalmi díjak listája

## Külső hivatkozások
- Rómulo Gallegos Centre for Latin American Studies (CELARG)